# Norton Rose Fulbright
Norton Rose Fulbright è una società multinazionale di studi legali anglo-statunitense, tra le prime dieci al mondo per numero di avvocati, con uffici in 52 Paesi tra Americhe, Europa, Medio Oriente, Africa e Asia-Pacifico.

## Storia
Nel 1794 l'avvocato londinese Robert Charsley aprì un proprio studio legale, che nel 1821 divenne Charsley & Barker in seguito alla partnership con il collega William Barker. Sempre nel XIX secolo, Phillip Rose (in seguito Sir Philip Rose) entrò a far parte dell'azienda, ribattezzata quindi Barker & Rose. Negli anni che seguirono, fu suggellata una nuova partnership tra Phillip Rose e Henry Elland Norton, sotto la nuova insegna di Barker, Rose & Norton. Una tale politica di espansione fece sì che, all'inizio del XX secolo, l'azienda (Norton, Rose, Norton & Co.) potesse godere di una posizione di forza nella Città di Londra.
Nel 1960, l'azienda (Norton, Rose & Co.) si unì con una società legale specializzata nel diritto dei trasporti (la Botterell & Roche) per formare la Norton, Rose, Botterell & Roche, beneficiando grandemente della crescita del mercato marittimo internazionale nei primi anni '60. Negli anni successivi, fu altresì coinvolta nella nazionalizzazione di British Steel e nel successivo accordo relativo alle società controllate.
Nel 1976 ha aperto il suo primo ufficio internazionale a Hong Kong (allora ancora sotto protettorato britannico), anticipante di qualche anno le seguenti aperture in Bahrein (1980) e Singapore (1982).
La denominazione odierna deriva dalla fusione tra Norton Rose e lo studio texano Fulbright & Jaworski, avvenuta nel giugno 2013.

## In Italia
Lo studio è stabilmente presente in Italia dal 2000 con un ufficio a Milano, in Piazza San Babila.